# Нові чемпіони
«Нові́ чемпіо́ни» (англ. New Champions) — серія коміксів про Чемпіонів, що видається Marvel Comics. Сценаристом виступив Стів Фокс, а художником — Іван Фіореллі.
Нові Чемпіони об’єднуються, щоб урятувати Геллрун із магічної пастки в Норвегії, де їм доводиться разом з іншими героями битися проти зомбі-вікінгів, яких вона випадково призвала.

## Історія публікації
Після гучного успіху Хлопчика-павука, який став справжньою зіркою серед нових героїв, Marvel Comics доручили художнику створити ще більше молодих персонажів для спеціальної серії варіативних обкладинок. Цю лінійку офіційно представили 12 липня 2023 року під назвою «New Champions Variant Covers». У жовтні того ж року обкладинки вийшли разом із відповідними випусками коміксів, анонсуючи нове покоління супергероїв, зокрема членів команди «Нові чемпіони». У коміксі Timeless, том 3 №1 (2023), багато з цих персонажів з'явилися в камео, натякаючи на свою роль у всесвіті Землі-616.
У липні 2024 року головний редактор Marvel Comics К. Б. Цебульський презентував перший промо-арт серії на фестивалі Comic-Con у Сан-Дієго.
Офіційний анонс серії New Champions відбувся 17 вересня 2024 року. Сценаристом проєкту став Стів Фокс, а художником — Іван Фіореллі. За словами Фокса, склад нової команди був натхненний саме варіативними обкладинками, і сам процес створення історії він описав як «абсолютно унікальний, не схожий ні на що з мого досвіду». У грудні 2024 року Фокс поділився, що в серії з’явиться чимало гостьових і другорядних персонажів, проте центральну роль відіграватимуть чотири нові герої: Кадет Марвел, Геллрун, Ліберті та Місячний Сквайр. Вперше він представив цю четвірку в Spider-Woman (том 8). Також автор запевнив, що «Нові чемпіони» не замінять оригінальну команду «Чемпіони», яка, як він оголосив, з’явиться у третьому випуску.
Перший номер New Champions вийшов у січні 2025 року. У тому ж місяці дебютував Золотий Тигр — герой, чий костюм став відсиланням до невикористаного дизайну Чорної Пантери, створеного Джеком Кірбі.

## Сюжет
«Нові Чемпіони» складалися з Кадета Марвел, Геллрун, Ліберті та Місячного Сквайра — колишніх жертв гідрівського промивання мізків. Команда прибуває на місце злочину, де Брати Ґрімм саме вчиняли крадіжку. Вони швидко нейтралізують злочинців, після чого Геллрун телепортує кожного героя назад до їхніх домівок. У цей час Ліберті займається створенням Стар-Спіннера, а Геллрун за допомогою магії шукає біологічних родичів. Ці пошуки приводять її на загадковий острів у Норвегії — виявляється, це пастка. Коли з землі починають підніматися зомбі-вікінги, Геллрун кличе на допомогу команду, і вся четвірка телепортується на острів.
На місці вони зустрічають загадкову Фантасму та возз’єднуються з Геллрун. Перед ними постає епічна битва, в якій кілька інших супергероїв — Амарантова Совиця, Золотий Тигр, Галкетта, Кід Джагернаут, Монте, Найтшейд і Хлопчик-Павук — відчайдушно борються із зомбі-тролями. Зрештою команда усвідомлює, що вони — як і Фантасма — були випадково призвані Геллрун під час її магічного ритуалу.

## Головні персонажі
- Кадет Марвел (Емілліо Ґаллардо)[13]
- Фантазма (Ізабелла Альварез)[13]
- Геллрун[13]
- Ліберті (Міранда Монтейро)[13]
- Місячний Сквайр (Джарен Джонсон)[13]

## Критика
Девід Брук із видання AIPT відзначив, що New Champions #1 вдало представив нову команду, органічно поєднуючи супергероїчні пригоди з особистим життям персонажів. На його думку, випуск сподобається шанувальникам підліткових героїв і сюжетів, зосереджених на характерах. Водночас критик зауважив, що динаміку розповіді можна було б поліпшити: «сцени з великою кількістю діалогів уповільнювали темп і затьмарювали розвиток персонажів».